# 구직

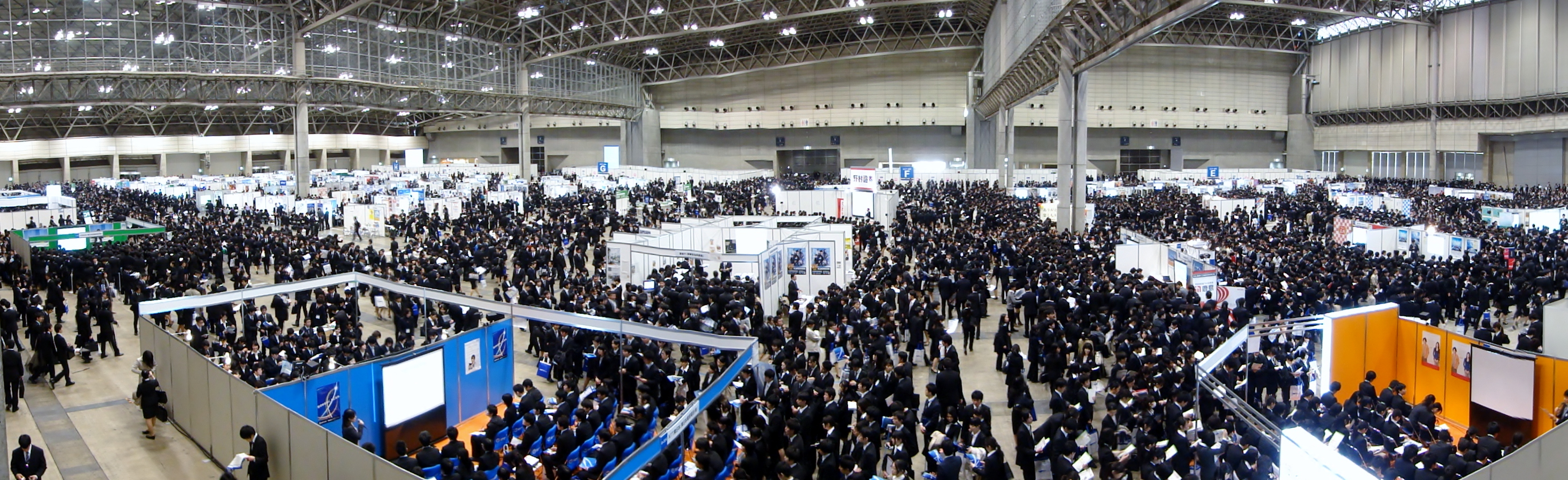
일본의 구직자들

구직(求職) 또는 구직 활동은 실업이나 현재 직위의 불만족 등의 까닭으로 직업을 찾는 활동을 말한다. 구직의 중간 목표는 고용주와의 면접을 잡는 것이다. 구할 수 있는 직업의 종류로는 정규직, 비정규직, 프리랜서, 아르바이트 등이 있다.

## 직업 정하기
일반적인 구직 활동은 다음과 같다:
- 직업 검색 엔진을 사용한다.
- 신문의 분류 광고를 통해 찾는다.
- 사립이나 공공 직업소개소를 이용한다.
- 친구나 대형 사업망을 통해 직업을 찾는다.

2010년 기준으로 미국 직장 중 10% 미만이 온라인 광고를 통해 채워진다.

## 네트워킹
가능한 많은 사람들과 연락을 주고 받는 것이 직장을 구하기에 매우 효율적이다. 모든 구직 가운데 50% 이상이 네트워킹을 통해 이루어지는 것으로 짐작된다.

## 같이 보기
- 고용
- 직업